# Jourhavande präst
Jourhavande präst är Svenska kyrkans samtalsjour som har telefonjour, chattfunktion och digitalt brev.
Telefonjouren i Sverige nås genom att ringa 112. 11 februari 2021 tilldelades Jourhavande präst 112-priset.
Jourhavande präst bemannas av präster i Svenska kyrkan som har ett särskilt uppdrag och utbildning att tjänstgöra i jouren. Man behöver inte tillhöra kyrkan för att kontakta Jourhavande präst, och man behöver inte samtala om religiösa saker. Tanken är att de som behöver komma i kontakt med en präst ska kunna göra det även utanför församlingarnas ordinarie telefontider. Finns det behov av vidare kontakt hänvisar prästen den uppsökande till en annan präst, oftast i den uppsökandes hemförsamling.
Prästerna befinner sig på olika platser i Sverige och tillhör olika församlingar. Precis som alla präster har de absolut tystnadsplikt och får inte för någon någonsin röja vad de erfarit i den enskilda själavården. Den som ringer får vara anonym.
Verksamheten med Jourhavande präst började som lokala initiativ runt om i Sverige i slutet av 1950-talet. Jourhavande präst är organiserad på nationell nivå och stiften i Svenska kyrkan samverkar kring tjänsten.
År 2020 tog Jourhavande präst emot cirka 100 000 samtal.
I Svenska kyrkan finns även Sverigefinska telefonjouren.
Svenska kyrkan har också Samtalsjour för döva via bildtelefon.
Liknade samtalsjourer via telefon finns i andra kyrkor, bland annat har Evangelisk-lutherska kyrkan i Finland en samtalstjänst och Norska kyrkan har Kirkens SOS.